# Gázai Szent Hilárión
Gázai Szent Hilárión (Tabatha, Palesztina, 291. – Páfosz, 371. október 21.) a remetemozgalom megalapítója Palesztinában.

## Életpályája
Egy dél-palesztinai faluban, Tabathában született, majd Alexandriában tanult ahol keresztény hitre tért. Remete Szent Antalhoz csatlakozott a sivatagba, akinek a tanítványa lett. Néhány hónap után azonban visszatért hazájába szétosztotta atyai örökségét és huszonkét esztendőn át élt Gáza és Egyiptom között a pusztában, remeteként. Szentségének és csodatételeinek híre számtalan követőt szerzett neki, akik elől előbb Egyiptomba, majd Ciprus szigetére ment. Élettörténetét Szent Jeromos örökítette meg.